# Vladimir Janković
Vladimir Janković, conosciuto anche con il nome greco di Vladimīros Giankovits (in serbo Владимир Јанковић?, in greco Βλαδίμηρος Γιάνκοβιτς?; Belgrado, 3 marzo 1990), è un cestista serbo con cittadinanza greca.
È il figlio di Slobodan Janković.

## Palmarès
- Campionato greco: 1

Panathinaikos: 2013-14
- Coppa di Grecia: 4

Panathinaikos:	2013-14, 2014-15, 2015-16
AEK Atene: 2019-20